# 白壁の湯

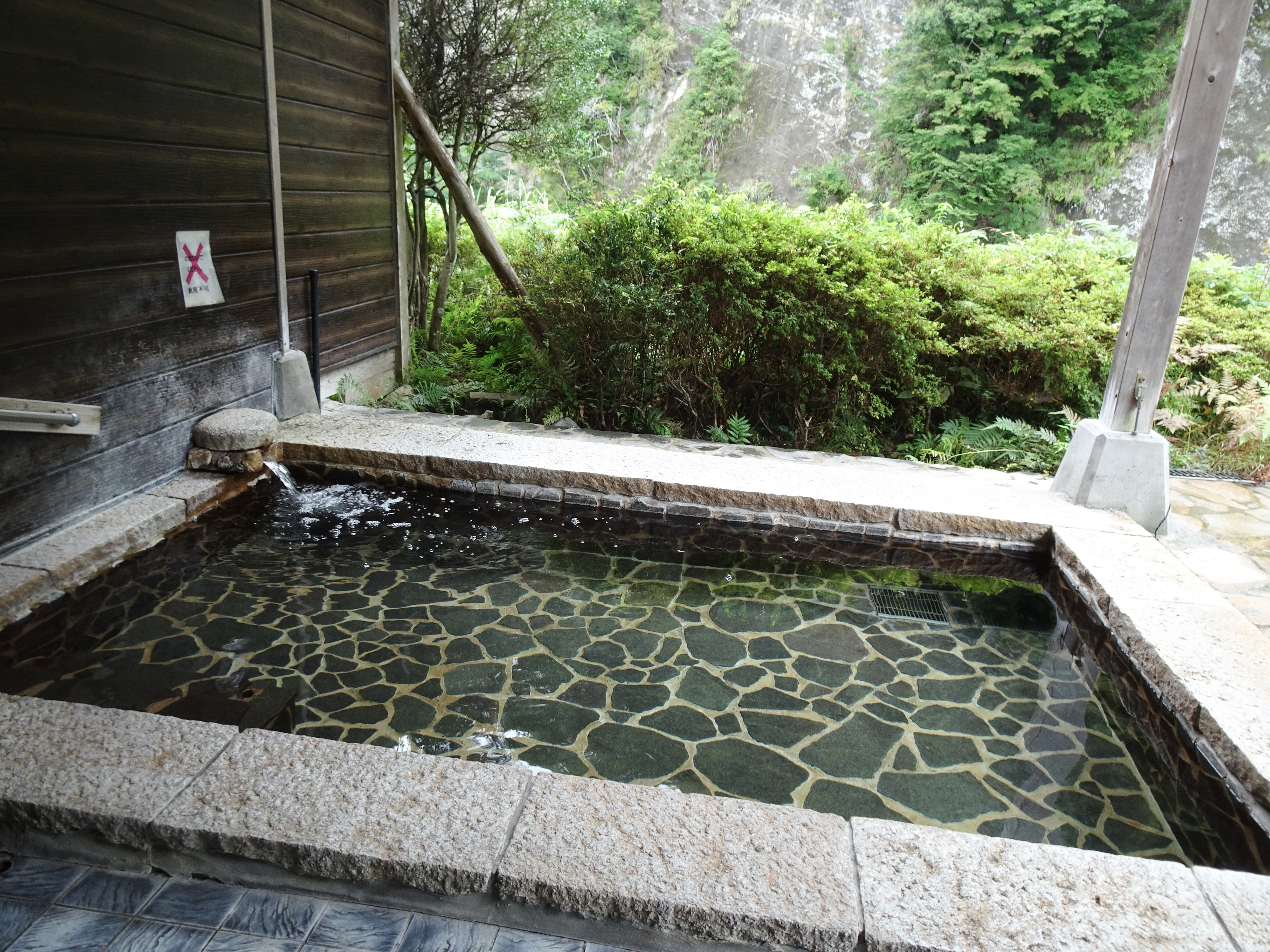
白壁の湯の浴槽

白壁の湯（はくへきのゆ）は、千葉県君津市にある温泉。

## 泉質
- ナトリウム-塩化物泉
  - 泉温　14.6℃

## 温泉地
君津の最奥部にあるレジャー施設「ロマンの森共和国」内に、露天風呂「白壁の湯」が存在する。
日帰り入浴専門であるが、ロマンの森共和国内にあるホテルシルクヴィラ、コテージに宿泊すると無料で利用できる。

## 歴史
- 1976年（昭和51年）- ロマンの森共和国の開業とともに、開湯。

## アクセス
- JR内房線木更津駅よりバスで25分。
- 館山自動車道君津ICから車で30分。